# Ваефар
Ваефар (на латински: Vaefarius; на немски: Vaefar) е според епископ Марий Авентиценсис от 565 до 573 г. франкско – алемански дукс (херцог) в диоцеза Авентикум.
Ваефар наследява Магнахар, а негов наследник като херцог става Теодефрид.